# Cirkus (film fra 1939)
 For alternative betydninger, se Cirkus (flertydig). (Se også artikler, som begynder med Cirkus)
Cirkus er en dansk/svensk film fra 1939.
- Manuskript Svend Rindom og Fleming Lynge.
- Instruktion George Schnéevoigt.

Blandt de danske medvirkende kan nævnes:
- Victor Montell
- Valdemar Møller